# ガヴァルニー滝

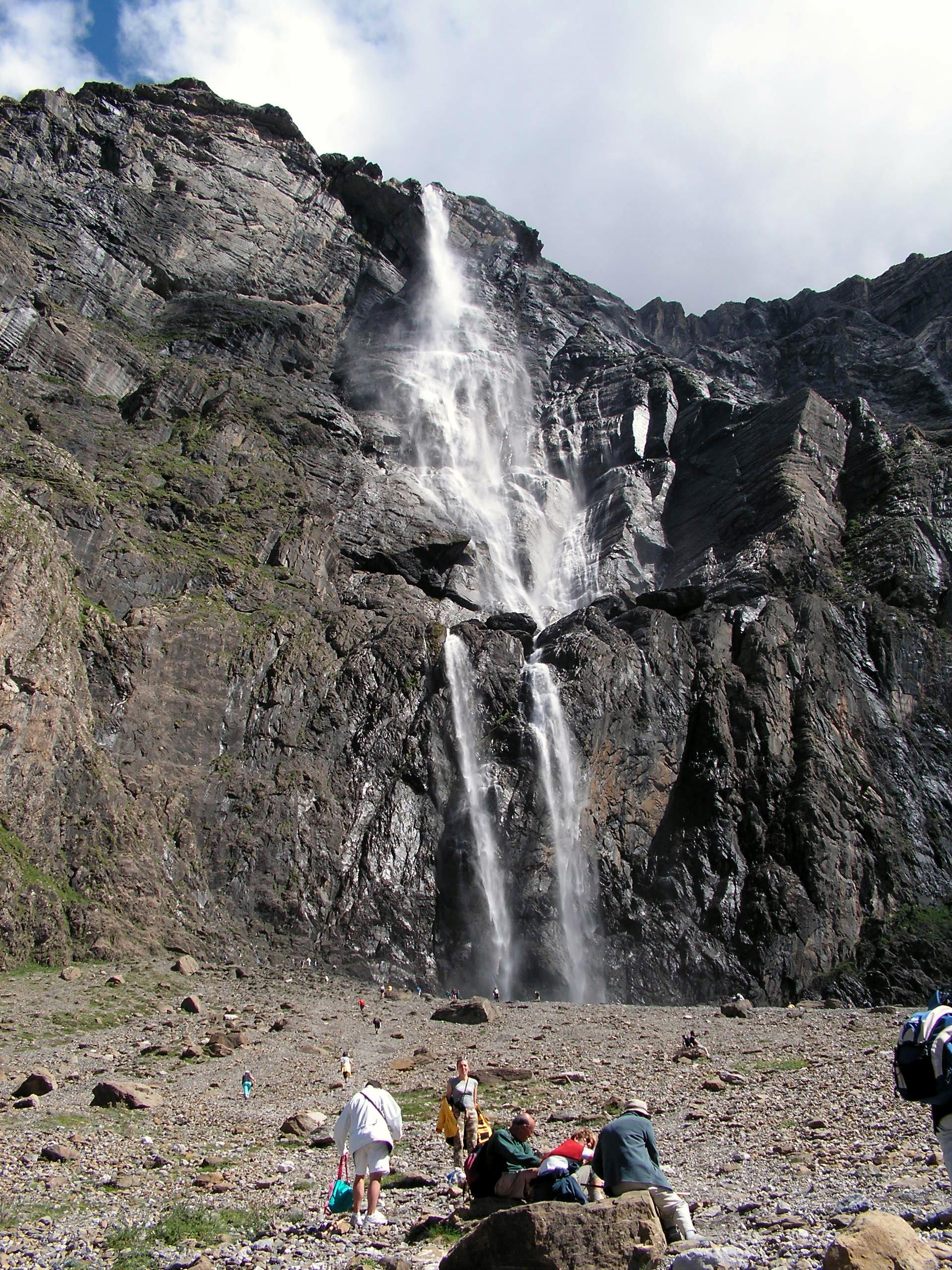
ガヴァルニー大滝

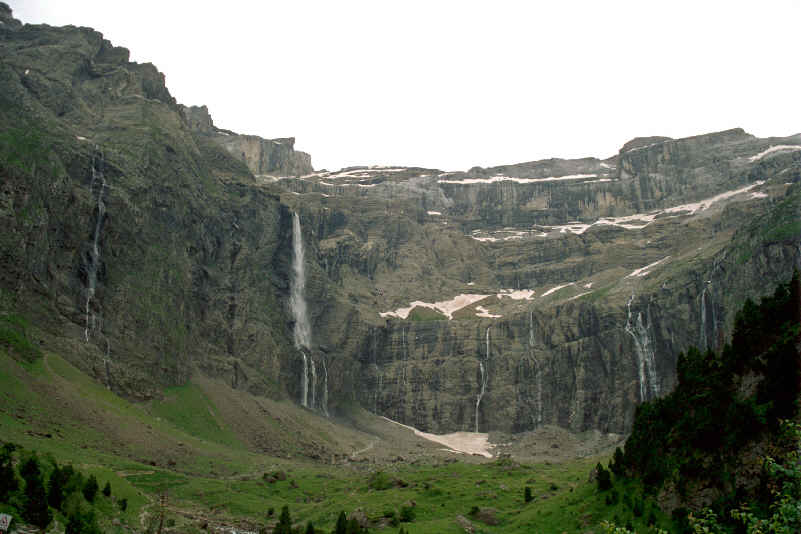
ガヴァルニー滝全景

ガヴァルニー滝（ガヴァルニーだき、フランス語: Grande Cascade de Gavarnie）は、フランス西南部にある滝である。落差は422メートルで、フランス本土で最も高い滝である。この滝はピレネー山脈のオート＝ピレネー県ガヴァルニー村に近いガヴァルニー圏谷にある。
ガヴァルニー滝はフランス・ポー川の流れの始まりである。スペイン側にある雪解け水と小さな氷河が水源である。この水は、滝の縁の上部に現れるまで地下にしみ込んでいる。滝の年間平均流量は3 m3/秒であるが、融雪が最も激しい夏には、200 m3/秒に達することもあり、冬には凍って流れなくなることもある。
滝には2～3段の段階と数条があり、最も高い滝の落差は281mである。